# (13721) Kevinwelsh
(13721) Kevinwelsh (1998 QX51) – planetoida z pasa głównego asteroid okrążająca Słońce w ciągu 3,48 lat w średniej odległości 2,29 j.a. Odkryta 17 sierpnia 1998 roku.